# 威廉·约翰逊·麦克唐纳
威廉·约翰逊·麦克唐纳（英語：William Johnson McDonald，1844年12月21日—1926年2月8日（也又报导说他死于2月6日））是美国德克萨斯州拉马尔县巴黎镇的一位银行家，死后将大部分财产（85万美元）捐给了德克萨斯大学系统天文台。
该笔捐赠实属意外，其遗嘱也倍受质疑，但经过长期的法律纠纷，大学收到了这笔捐款。当时，该大学并没开设天文专业，因此，在1932年与芝加哥大学的俄裔天文学家奥托·斯特鲁维合作，设立了天文系。
麦克唐纳天文台就是以他的名字命名的，奥托·斯特鲁维成为首任台长。
他的父母（亨利·格雷厄姆·麦克唐纳和莎拉·约翰逊）共生育有三个儿子，麦克唐纳是他们的长子。年青时曾从军南方部队，后从业律师和金融而致富，但他一生节俭，从未结过婚，也没有孩子。